# Rallye Finnland 2007
Die 57. Rallye Finnland war der neunte von 16 FIA-Weltmeisterschaftsläufen 2007. Die Rallye bestand aus 23 Wertungsprüfungen und wurde zwischen dem 2. und dem 4. August ausgetragen.

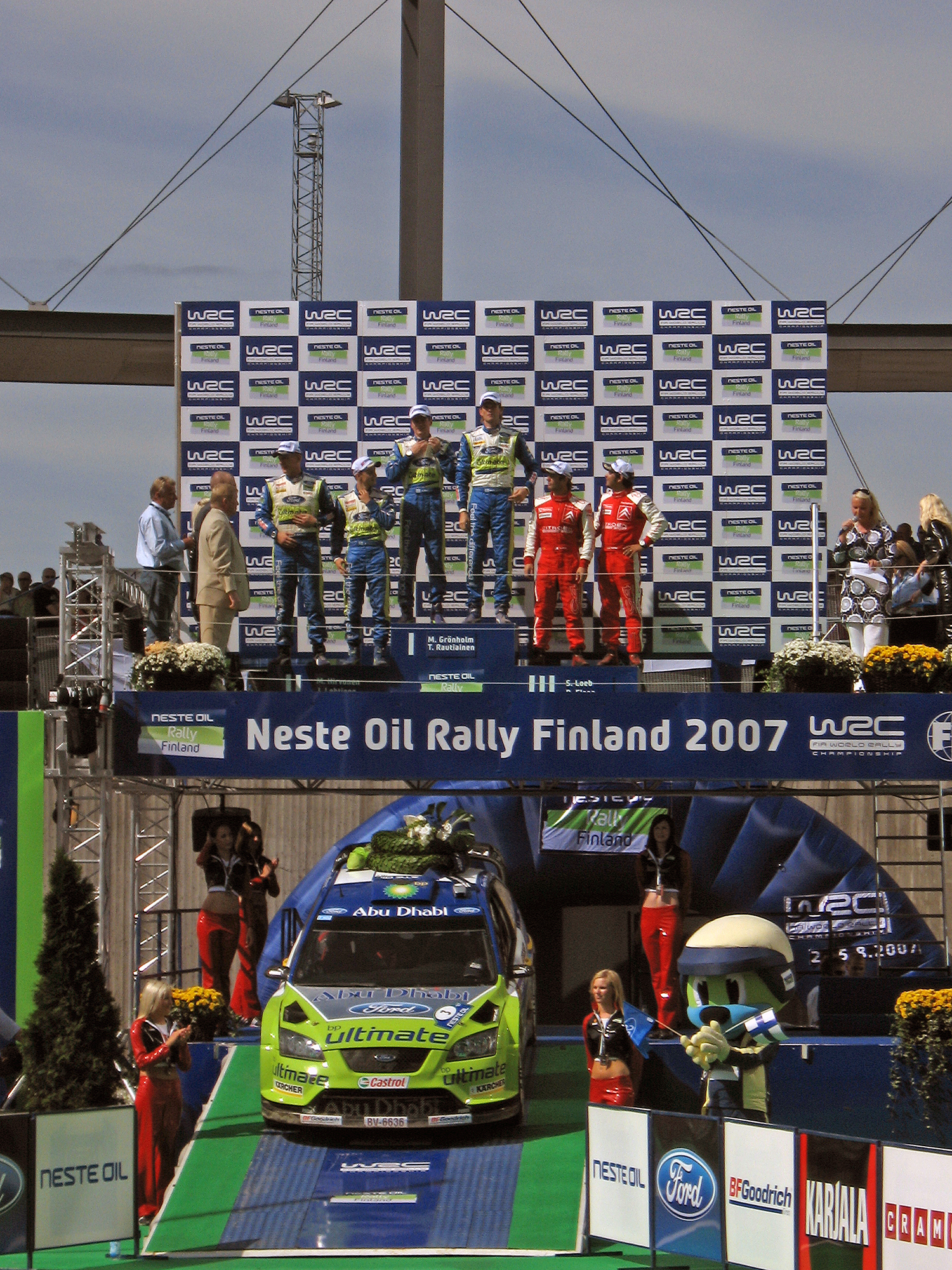
Die Siegerehrung in Finnland 2007

## Bericht
Ford-Werkspilot Marcus Grönholm hatte zum siebten Mal seine Heimrallye gewonnen, so oft wie das in der Geschichte der Rallye-Weltmeisterschaft (WRC) noch kein anderer Fahrer geschafft hatte. Von insgesamt 23 Wertungsprüfungen hatte Grönholm 17 für sich entschieden. Mit Teamkollege Mikko Hirvonen hatte Grönholm über weite Strecken einen hartnäckigen Verfolger. Am Freitag konnte Hirvonen Grönholm sogar kurz die Führung wegnehmen, dann konterte Grönholm, doch die beiden trennten lange Zeit nur Zehntelsekunden. Erst am Samstag konnte Grönholm etwas davonziehen und seinen Vorsprung von 4,4 auf 20 Sekunden ausbauen, im Ziel waren es 24,2 Sekunden. Hirvonen freute sich über den zweiten Rang umso mehr, da er Weltmeister Loeb hinter sich ließ und über lange Zeit der Rallye mit Grönholm mithalten konnte.
Rivale Sébastien Loeb (Citroën) wurde mit über einer Minute Rückstand Dritter. Grönholm konnte in der Fahrer-Weltmeisterschaft den Vorsprung vergrößern. Mit 75 Punkten hatte er 13 Zähler mehr als Loeb. Ein gutes Polster, denn es stehen noch vier Asphaltrallyes an, bei denen Loeb als Favorit gilt. In der Hersteller-Weltmeisterschaft konnte Ford mit dem Doppelsieg die maximale Punktzahl einfahren und hatte mit 132 Punkten 40 Zähler Vorsprung auf Citroën.

## Klassifikationen

### Endresultat
| Pos.   | Fahrer             | Beifahrer            | Auto                  | Zeit      | Rückstand | Punkte |
| WRC    | WRC                | WRC                  | WRC                   | WRC       | WRC       | WRC    |
| ------ | ------------------ | -------------------- | --------------------- | --------- | --------- | ------ |
| 1      | Marcus Grönholm    | Timo Rautiainen      | Ford Focus RS WRC     | 2:57:26.1 | 00:00.0   | 10     |
| 2      | Mikko Hirvonen     | Jarmo Lehtinen       | Ford Focus RS WRC     | 2:57:50.3 | 00:24.2   | 8      |
| 3      | Sébastien Loeb     | Daniel Elena         | Citroën C4 WRC        | 2:58:36.0 | 01:09.9   | 6      |
| 4      | Chris Atkinson     | Stéphane Prévot      | Subaru Impreza WRC    | 3:00:28.9 | 03:02.8   | 5      |
| 5      | Henning Solberg    | Cato Menkerud        | Ford Focus RS WRC     | 3:01:55.5 | 04:29.4   | 4      |
| 6      | Xavier Pons        | Xavier Amigo         | Subaru Impreza WRC    | 3:04:26.6 | 07:00.5   | 3      |
| 7      | Urmo Aava          | Kuldar Sikk          | Mitsubishi Lancer WRC | 3:05:05.7 | 07:39.6   | 2      |
| 8      | Mads Østberg       | Ole Kristian Unnerud | Subaru Impreza WRC    | 3:06:58.0 | 09:31.9   | 1      |
| JWRC   |                    |                      |                       |           |           |        |
| 1 (18) | Patrik Sandell     | Emil Axelsson        | Renault Clio R3       | 3:25:14.5 | 27:48.4   | 10     |
| 2 (19) | Kalle Pinomäki     | Tuomo Nikkola        | Renault Clio R3       | 3:26:33.6 | 29:07.5   | 8      |
| 3 (22) | Michał Kościuszko  | Maciej Szczepaniak   | Renault Clio S1600    | 3:29:28.2 | 32:02.1   | 6      |
| 4 (23) | Conrad Rautenbach  | David Senior         | Citroën C2 S1600      | 3:29:46.3 | 32:20.2   | 5      |
| 5 (25) | Tapio Suominen     | Jarno Ottman         | Suzuki Swift S1600    | 3:31:00.9 | 33:34.8   | 4      |
| 6 (30) | Vilius Rožukas     | Audrius Šošas        | Suzuki Swift S1600    | 3:34:29.0 | 37:02.9   | 3      |
| 7 (32) | Alessandro Bettega | Simone Scattolin     | Ford Fiesta S1600     | 3:37:43.0 | 40:16.9   | 2      |
| 8 (33) | Yoann Bonato       | Benjamin Boulloud    | Citroën C2 R2         | 3:38:20.3 | 40:54.2   | 1      |

### Wertungsprüfungen
| Tag                                    | WP Nummer     | WP Name   | Länge   | Start MEZ                      | Fahrer            | Auto               | Zeit        | Ø km/h             | Leader         |
| -------------------------------------- | ------------- | --------- | ------- | ------------------------------ | ----------------- | ------------------ | ----------- | ------------------ | -------------- |
| Tag 1 2. Aug.                          | WP1           | Killeri 1 | 2,50 km | 19:00                          | Chris Atkinson    | Subaru Impreza WRC | 01:20.6     | 111,66 km/h        | Chris Atkinson |
| Tag 2 3. Aug.                          |               |           |         |                                |                   |                    |             |                    | Chris Atkinson |
| Service Paviljonki 06:00 Uhr (10 Min.) |               |           |         |                                |                   |                    |             |                    | Chris Atkinson |
| WP2                                    | Vellipohja 1  | 17,20 km  | 06:54   | Jari-Matti Latvala             | Ford Focus RS WRC | 08:18.7            | 124,16 km/h | Jari-Matti Latvala |                |
| WP3                                    | Mökkiperä 1   | 13,72 km  | 07:50   | Marcus Grönholm                | Ford Focus RS WRC | 06:47.5            | 121,21 km/h | Marcus Grönholm    |                |
| WP4                                    | Palsankylä 1  | 13,31 km  | 08:29   | Mikko Hirvonen                 | Ford Focus RS WRC | 06:47.4            | 117,61 km/h | Mikko Hirvonen     |                |
| Service Paviljonki 09:51 Uhr (30 Min.) |               |           |         |                                |                   |                    |             | Mikko Hirvonen     |                |
| WP5                                    | Vellipohja 2  | 17,20 km  | 11:06   | Marcus Grönholm                | Ford Focus RS WRC | 08:10.1            | 126,34 km/h | Marcus Grönholm    |                |
| WP6                                    | Mökkiperä 2   | 13,72 km  | 12:02   | Mikko Hirvonen Marcus Grönholm | Ford Focus RS WRC | 06:42.7            | 122,65 km/h | Marcus Grönholm    |                |
| WP7                                    | Palsankylä 2  | 13,31 km  | 12:41   | Marcus Grönholm                | Ford Focus RS WRC | 06:36.1            | 120,97 km/h | Marcus Grönholm    |                |
| WP8                                    | Urria         | 9,96 km   | 15:21   | Marcus Grönholm                | Ford Focus RS WRC | 04:36.6            | 129,63 km/h | Marcus Grönholm    |                |
| WP9                                    | Lautaperä     | 8,69 km   | 15:51   | Marcus Grönholm                | Ford Focus RS WRC | 03:56.7            | 132,17 km/h | Marcus Grönholm    |                |
| WP10                                   | Jukojärvi     | 22,25 km  | 16:29   | Marcus Grönholm                | Ford Focus RS WRC | 10:35.6            | 126,02 km/h | Marcus Grönholm    |                |
| WP11                                   | Killeri 2     | 2,50 km   | 19:00   | Marcus Grönholm                | Ford Focus RS WRC | 01:20.7            | 111,52 km/h | Marcus Grönholm    |                |
| Service Paviljonki 19:30 Uhr (45 Min.) |               |           |         |                                |                   |                    |             | Marcus Grönholm    |                |
| Tag 3 4. Aug.                          |               |           |         |                                |                   |                    |             | Marcus Grönholm    |                |
| Service Paviljonki 05:00 Uhr (10 Min.) |               |           |         |                                |                   |                    |             | Marcus Grönholm    |                |
| WP12                                   | Kaipolanvuori | 13,46 km  | 06:17   | Sébastien Loeb                 | Citroën C4 WRC    | 06:53.4            | 117,21 km/h | Marcus Grönholm    |                |
| WP13                                   | Juupajoki     | 22,13 km  | 07:30   | Marcus Grönholm                | Ford Focus RS WRC | 11:19.3            | 117,28 km/h | Marcus Grönholm    |                |
| WP14                                   | Ouninpohja 1  | 33,00 km  | 08:14   | Marcus Grönholm                | Ford Focus RS WRC | 15:35.3            | 127,02 km/h | Marcus Grönholm    |                |
| Service Paviljonki 10:02 Uhr (30 Min.) |               |           |         |                                |                   |                    |             | Marcus Grönholm    |                |
| WP15                                   | Leustu        | 21,27 km  | 11:15   | Marcus Grönholm                | Ford Focus RS WRC | 10:12.6            | 124,99 km/h | Marcus Grönholm    |                |
| WP16                                   | Ouninpohja 2  | 33,00 km  | 12:24   | Marcus Grönholm                | Ford Focus RS WRC | 15:19.8            | 129,16 km/h | Marcus Grönholm    |                |
| WP17                                   | Ehikki 1      | 14,88 km  | 14:10   | Marcus Grönholm                | Ford Focus RS WRC | 06:52.2            | 129,96 km/h | Marcus Grönholm    |                |
| WP18                                   | Himos         | 18,55 km  | 15:23   | Marcus Grönholm                | Ford Focus RS WRC | 10:09.8            | 109,51 km/h | Marcus Grönholm    |                |
| WP19                                   | Ehikki 2      | 14,88 km  | 16:19   | Mikko Hirvonen                 | Ford Focus RS WRC | 06:47.4            | 131,49 km/h | Marcus Grönholm    |                |
| WP20                                   | Surkee        | 14,89 km  | 16:54   | Mikko Hirvonen                 | Ford Focus RS WRC | 08:13.6            | 108,6 km/h  | Marcus Grönholm    |                |
| Service Paviljonki 17:40 Uhr (45 Min.) |               |           |         |                                |                   |                    |             | Marcus Grönholm    |                |
| Tag 4 5. Aug.                          |               |           |         |                                |                   |                    |             | Marcus Grönholm    |                |
| Service Paviljonki 08:20 Uhr (10 Min.) |               |           |         |                                |                   |                    |             | Marcus Grönholm    |                |
| WP21                                   | Valkola       | 10,38 km  | 09:15   | Marcus Grönholm                | Ford Focus RS WRC | 05:35.9            | 111,25 km/h | Marcus Grönholm    |                |
| WP22                                   | Lankamaa      | 22,82 km  | 10:07   | Marcus Grönholm                | Ford Focus RS WRC | 11:07.2            | 123,13 km/h | Marcus Grönholm    |                |
| WP23                                   | Ruuhimäki     | 7,53 km   | 11:22   | Marcus Grönholm                | Ford Focus RS WRC | 03:57.8            | 113,99 km/h | Marcus Grönholm    |                |

Quelle:

### Gewinner Wertungsprüfungen
| WP                    | Anzahl | Fahrer             | Auto               |
| --------------------- | ------ | ------------------ | ------------------ |
| 3, 5–11, 13–18, 21–23 | 17     | Marcus Grönholm    | Ford Focus RS WRC  |
| 4, 6, 19, 20          | 4      | Mikko Hirvonen     | Ford Focus RS WRC  |
| 1                     | 1      | Chris Atkinson     | Subaru Impreza WRC |
| 2                     | 1      | Jari-Matti Latvala | Ford Focus RS WRC  |
| 12                    | 1      | Sébastien Loeb     | Citroën C4 WRC     |

### Fahrer-WM nach der Rallye
| Pos. | Fahrer          | Punkte |
| ---- | --------------- | ------ |
| 1    | Marcus Grönholm | 75     |
| 2    | Sébastien Loeb  | 62     |
| 3    | Mikko Hirvonen  | 57     |
| 4    | Dani Sordo      | 28     |
| 5    | Petter Solberg  | 28     |

### Team-Weltmeisterschaft
| Pos. | Team               | Punkte |
| ---- | ------------------ | ------ |
| 1    | Ford WRT           | 132    |
| 2    | Citroën WRT        | 92     |
| 3    | Subaru WRT         | 48     |
| 4    | Stobart Ford WRT   | 45     |
| 5    | Kronos Citroën WRT | 27     |